# 梁琤
梁琤（英語：Jade Leung Tsang，1969年11月23日— ），本名梁玉燕，香港女演員，曾為無綫電視部頭合約藝員。

## 簡歷
梁琤出生於小康之家，有六位兄弟姐妹而她排行第一，小時候在新界大埔長大，中學時代搬到廣福邨居住。家人開設店舖經營租單車生意。她早年就讀位於舊大埔墟的小學和佛教大光中學，由於家人擔心1997年香港回歸後的前程問題，她中學畢業便遠赴瑞士洛桑投靠在當地開餐館的親戚，4年間曾學習了不少法文。1990年，她回港參加亞洲小姐競選，雖未能晉身決賽十強，卻獲得德寶電影監製冼杞然賞識，從逾200名考生中脫穎而出，主演其第一部香港電影《黑貓》，並憑「Erica」這個角色獲得1992年《第11屆香港電影金像獎》「最佳新演員」獎。她亦由此建立了武打電影女明星的形象，陸續參演了不少動作電影如《重金屬》、《影子敵人》、《錯體追擊組合》及《赤足驚魂》等。
1995年，梁琤參演電影《影子敵人》時因工作人員誤算爆破時間而引致手部燒傷，須入院接受植皮手術和休養數個月，事後也曾對相關拍攝場景存有餘悸。不久，她積極改變形象，且加入無綫電視，參與拍攝電視劇；2004年藉著該台劇集《金枝慾孽》中飾演弱質纖纖的「納蘭‧福雅（福貴人）」一角，受到觀眾歡迎和獲提名《萬千星輝頒獎典禮2004》「飛躍進步女藝員」。同年，她為陪伴患病父親而息影，離開無綫電視，結束與之6年間的賓主關係。至2011年，其父親亦因病離世。
2013年1月，梁琤重返無綫電視，首部回歸作為《飛虎II》。2015年，她再憑台慶劇《梟雄》裡賢妻「劉美琴」一角首度入圍《萬千星輝頒獎典禮2015》「最受歡迎電視女角色」及「最佳女配角」。2016年，她又憑《巨輪II》良母「沈美華」一角首度獲提名《TVB 馬來西亞星光薈萃頒獎典禮2016》「最喜愛TVB女配角」，以及第二次入圍《萬千星輝頒獎典禮2016》「最佳女配角」；2020年1月初約滿後再次離開無綫電視。

## 個人生活
2015年，梁琤曾於《姊妹淘》節目上坦言自己「年少時憧憬有美滿婚姻，長大後發覺好大學問，驚責任大而產生恐懼。」。

## 演出作品

### 電視劇
| 首播               | 劇名                       | 角色                               |
| 香港無綫電視翡翠台 |                            |                                    |
| 1998年             | 烈火雄心                   | 駱曉翠（阿翠）                     |
| 2000年             | 京城教一                   | 朱震南                             |
| 2000年             | 雷霆第一關                 | 鮑紀香（香菇）                     |
| 2001年             | 南龍北鳳                   | 田慧男                             |
| 2004年             | 金枝慾孽                   | 納蘭·福雅（福貴人）                |
| 2006年             | 轉世驚情                   | 厲雪姬                             |
| 2014年             | 廉政行動2014               | 王小玲（Elaine）                   |
| 2014年             | 再戰明天                   | 葉雅蕾（Ally）                     |
| 2014年             | 飛虎II                     | 黎詩雅（Ann）                      |
| 2014年             | 醋娘子                     | 計 素                              |
| 2015年             | 天眼                       | 周靜雯（Cecilia）                  |
| 2015年             | 梟雄                       | 劉美琴（琴姐）                     |
| 2016年             | 廉政行動2016               | 趙婉君                             |
| 2016年             | 巨輪II                     | 沈美華（華姐，高太）               |
| 2017年             | 心理追兇 Mind Hunter       | 陳美欣                             |
| 2017年             | 賭城群英會                 | 方 媛（Tina）                      |
| 2022年             | 鐵拳英雄                   | 趙紅月                             |
| 香港電台電視部     |                            |                                    |
| 1994年             | 屋簷下                     | Vivian（單元：現代添丁故事）       |
| 1998年             | 法門                       | 阿 晴（單元：沒有工開的日子）      |
| 2003年             | 都市陷阱                   |                                    |
| 2003年             | 執法群英                   | Madam                              |
| 2006年             | 醫學神探                   | Lina                               |
| 2006年             | 愛火花之「沒有無言的世界」 | 熊 英                              |
| 2009年             | 流金頌                     | 阿愛女兒（第10集；單元：生死有命） |
| 2010年             | 證義搜查線                 | Christina Yip（大姐）              |
| 2016年             | 同行者·夜                  | Happy 仔母親（第1集）              |
| 台灣               |                            |                                    |
| 1997年             | 江湖奇俠傳                 | 呂絲絲                             |
| 2002年             | 愛情白皮書                 | 體育老師                           |
| 中國內地           |                            |                                    |
| 1997年             | 世界末的童話               | 孫 凝                              |
| 2007年             | 康熙微服私訪記5            | 茹 男                              |
| 2010年             | 南北大狀                   | 紀夫人                             |
| 新加坡             |                            |                                    |
| 2003年             | 叛逆戰隊                   | 仇絲麗                             |

### 綜藝節目
| 首播         | 節目名                                   | 備註                    |
| 無綫電視     |                                          |                         |
| 1999年       | 豪華暢遊SUPER FUN                        | 第1、2集主持            |
| 1999年       | 康泰最緊要好玩 葡萄牙、西班牙旅遊新FUN點 | 主持                    |
| 1999年       | 天下無敵獎門人                           | 第24集嘉賓              |
| 1999年       | 蔡瀾嘆世界                               | 第27集嘉賓              |
| 2001年       | 宇宙無敵獎門人                           | 第11集嘉賓              |
| 2001年       | 好客香港攞滿FUN                          | 第12集嘉賓              |
| 2003年       | 外展精英野外狂奔                         | 主持及參賽者            |
| 2005年       | 繼續無敵獎門人                           | 第32集嘉賓              |
| 2013年       | 新派煮意                                 | 第612、615集嘉賓        |
| 2013年       | 一級美味                                 | 第4集嘉賓               |
| 2013年       | 今日VIP                                  | 4月9日嘉賓              |
| 2013年       | 反斗紅星放暑假                           | 第1、5集嘉賓            |
| 2013年       | 吾淑吾食                                 | 第7集嘉賓               |
| 2014年       | 今日VIP                                  | 5月2日嘉賓              |
| 2014年       | 譚詠麟笑唱人生40年                       | 嘉賓                    |
| 2015年       | 姊妹淘                                   | 第五輯 第126、128集嘉賓 |
| 2016年       | 兄弟幫                                   | 第1690、1691集嘉賓      |
| 2019年       | 今日VIP                                  | 9月24日嘉賓             |
| 上海東方衛視 |                                          |                         |
| 2008年       | 舞林大會                                 | 參賽者                  |
| 台視         |                                          |                         |
| 1997年       | 玫瑰之夜                                 | 第188、189集嘉賓        |

### 電影
以香港地原始片名為主：
| 首映   | 電影名                                     | 角色            |
| 1991年 | 黑貓                                       | Erica           |
| 1992年 | 禁色                                       | Stella          |
| 1992年 | 黑貓２刺殺葉利欽                               | Erica           |
| 1994年 | 重金屬                                     | Jade            |
| 1995年 | 影子敵人                                   | Jade            |
| 1995年 | 蜘蛛女                                     | 梁宇鳳、梁宇凰  |
| 1995年 | 錯體追擊組合                               | 楊 羚 / 楊珍妮  |
| 1995年 | 戴綠帽的女人                               | 珠              |
| 1996年 | 女飛虎之霹靂鳳凰                           | 方 婷           |
| 1997年 | 完全摧花手冊                               |                 |
| 1997年 | 赤足驚魂                                   | 阿 雪           |
| 1998年 | 獵豹行動                                   | 梁靜怡          |
| 1998年 | 怒吼狂花                                   | 秀 琴           |
| 2000年 | 借黑錢                                     | 梁樂琳          |
| 2000年 | 我在監獄的日子                             | 江 翔           |
| 2000年 | 妖魅迷蹤                                   | 青蛇媚媚        |
| 2001年 | 殺夫遊戲                                   | 翠 珊           |
| 2001年 | 陌路相逢                                   | 汪亚梅          |
| 2001年 | 龍騰虎躍                                   | 柳云龙          |
| 2002年 | 怪獸學園                                   | 巫修女          |
| 2003年 | 新紮師姐                                   | 沈教官          |
| 2003年 | 新紮師姐不安全地帶                         |                 |
| 2003年 | 黑貓重案組                                 | 陶 子（陶月娇） |
| 2004年 | 新紮師姐之百份百型警                       |                 |
| 2004年 | 後天殺人狂                                 | 沈教官          |
| 2004年 | 神槍手                                     |                 |
| 2004年 | 辣妹夢幻組                                 | 铁观音          |
| 2005年 | 雀聖                                       | 鳳凰女          |
| 2006年 | 絕世好妻                                   | 何麗珠          |
| 2012年 | 我的路My Way（微電影）                     | 周國才妻子      |
| 2016年 | 使徒行者                                   | Karina          |
| 2016年 | 辣警霸王花                                 | Madam Fong      |
| 2019年 | 不義之戰                                   | Madam Fong      |
| 2022年 | 倚天屠龍記之九陽神功、倚天屠龍記之聖火雄風 | 滅絕師太        |

### 舞台劇
| 首演   | 劇名                       | 角色             |
| 2002年 | 鳩摩羅什                   |                  |
| 2010年 | 無動機殺人犯 Roberto Zucco |                  |
| 2016年 | 我和春天有個約會           | 藍鳳萍（版本 1） |
| 2016年 | 我和春天有個約會           | 洪蓮茜（版本 2） |
| 2017年 | 紙飛機的天空               | Vivian           |

### 其他
| 年份     | 內容         | 備註                          |
| 廣播劇   |              |                               |
| 2000年   | 甜點         | 香港電台                      |
| 音樂錄像 |              |                               |
| 1990年   | 不裝飾你的夢 | 蔡國權歌曲                    |
| 2000年   | 日落时分     | 譚咏麟歌曲                    |
| 電台節目 |              |                               |
| 2015年   | 1圈圈        | 商業電台雷霆881、11月25日嘉賓 |
| 2016年   | 開心大派對   | 新城知訊台、10月1日嘉賓       |

## 曾獲獎項及提名

### 萬千星輝頒獎典禮
| 年份   | 獎項                                                  | 結果 |
| 2001年 | 本年度我最喜愛女主角（田慧男） —— 《南龍北鳳》）      | 提名 |
| 2004年 | 飛躍進步女藝員（納蘭·福雅（福貴人） —— 《金枝慾孽》） | 提名 |
| 2015年 | 最受歡迎電視女角色（劉美琴 —— 《梟雄》）              | 提名 |
| 2015年 | 最佳女配角（劉美琴 —— 《梟雄》）                      | 提名 |
| 2016年 | 最佳女配角（沈美華 —— 《巨輪II》）                    | 提名 |

### TVB 馬來西亞星光薈萃頒獎典禮
| 年份   | 獎項                                      | 結果 |
| 2016年 | 最喜愛 TVB 女配角（沈美華 —— 《巨輪II》） | 提名 |

### 香港電影金像獎頒獎典禮
| 年份   | 獎項                            | 結果 |
| 1992年 | 最佳新演員（Erica —— 《黑貓》） | 獲獎 |

## 外部連結
- 梁琤_JADE的新浪微博（繁體中文）
- 梁琤-Jade-Leung-的Facebook專頁（繁體中文）
- Jade Leung 梁琤的Instagram帳戶
- 梁琤在香港影庫上的簡介
- 梁琤在豆瓣上的资料（简体中文）
- 梁琤在互联网电影资料库（IMDb）上的資料（英文）